# Extended display identification data
Extended Display Identification Data (EDID) — формат метаданных, которые содержат базовую информацию о мониторе и его возможностях, включая информацию о производителе, максимальном размере изображения, цветовых характеристиках, заводских предустановленных таймингах, границах частотного диапазона, а также строках, содержащих название монитора, его размер и серийный номер.

## Краткая информация
Информация сохраняется в мониторе и используется для обмена данными с системой через канал экранных данных (англ. DDC, Display Data Channel), который находится между монитором и графическим адаптером. Система использует эту информацию в конфигурационных целях, в итоге монитор и система могут работать вместе согласованно.
Последняя версия EDID (версия 1.3) может быть использована в ЭЛТ-мониторах, ЖК-мониторах, а также будущих типах мониторов, так как EDID предлагает общее описание почти всех параметров монитора.
Многие программы могут читать и отображать EDID, например read-edid и Powerstrip для Microsoft Windows и XFree86 (который может отображать EDID в логах, если включен режим расширенного логирования (startx -- -logverbose 6)) для Linux и BSD unix. Многие современные версии Unix-подобных операционных систем, использующие X.Org Server, автоматически выставляют разрешение экрана по информации от монитора, если не указано иное. Таким образом, при загрузке с другим монитором параметры экрана изменятся автоматически. В Linux можно также посмотреть «сырые» EDID в шестнадцатеричном виде, если запустить «xrandr --verbose». Mac OS X сама умеет считывать EDID (см. /var/log/system.log или нажмите Cmd-V во время запуска) и программы, такие как SwitchResX или DisplayConfigX могут отображать информацию, так же как и использовать её для установки выборочного разрешения экрана.

## История версий
- Август 1994 г., стандарт DDC версии 1 — структура EDID версии 1.0.
- Апрель 1996 г., стандарт EDID версии 2 — структура EDID версии 1.1.
- 1997 г., стандарт EDID версии 3 — структуры EDID версии 1.2 и версии 2.0
- Февраль 2000 г., стандарт E-EDID, релиз A версии 1.0 — структура EDID версии 1.3, структура EDID версии 2.0 упразднена
- Сентябрь 2006 г. — стандарт E-EDID, релиз A версии 2.0 — структура EDID версии 1.4

## Расширенный EDID (E-EDID, EEDID)
Расширенный формат EDID (англ. Enhanced EDID) был представлен в то же время, что и E-DDC; он представляет структуру EDID версии 1.3, которая поддерживает множественные блоки расширения и устаревшие части структуры EDID версии 2.0 (не учитывая того, что есть поддержка этих частей, как расширений). Поля данных для предпочитаемых таймингов, частотные диапазоны, название монитора — обязательные поля в E-EDID. E-EDID также поддерживает двойные GTF тайминги и изменение пропорций.
С использованием расширений строки E-EDID могут занимать до 32 КБ.

## Расширения EDID по VESA
- Расширение тайминга (00h)
- Дополнительный блок данных тайминга (расширение тайминга CEA EDID) (02h)
- Расширение блока тайминга видео (VTB-EXT) (10h)
- Расширение EDID 2.0 (20h)
- Расширение дисплейной информации (DI-EXT) (40h)
- Расширение локализованных строк (LS-EXT) (50h)
- Расширение интерфейса микродисплея (MI-EXT) (60h)
- Блок характеристик передачи дисплейных данных (DTCDB) (A7h, AFh, BFh)
- Блок карт (F0h)
- Блок данных дисплейного устройства (DDDB) (FFh)
- Расширение, определенное производителем монитора (FFh). Согласно LS-EXT, настоящее содержание зависит от производителя. Тем не менее, это значение в дальнейшем используется DDDB

### Расширения
- VESA Video Timing Block Extension Data Standard (VTB-EXT)  (англ.)
- VESA Display Information Extension Block Standard (DI-EXT)  (англ.)
- VESA Enhanced EDID Localized String Extension Standard (LS-EXT)  (англ.)

### Программное обеспечение
- Free Web-Based EDID Parser  (англ.)
- MonInfo for Windows. EDID, CEA-ext and DisplayID Analysis Tool  (англ.)
- softMCCS for Windows (Freeware). EDID Analysis Tool  (англ.)
- MonitorInfoView GUI  (англ.)
- DumpEDID command line  (англ.)
- Phoenix EDID Editor (Freeware)  (англ.)